# NGC 946
NGC 946 este o galaxie lenticulară situată în constelația Andromeda. A fost descoperită în 12 decembrie 1884 de către Édouard Stephan⁠(d). Se află la o distanță de 58,61 de megaparseci de Pământ.